# NBA 2K8
NBA 2K8 est un jeu vidéo de basket-ball développé par Visual Concepts et édité par 2K Sports sorti en 2007.
Il est disponible en France depuis le 23 novembre 2007 sur PlayStation 3, Xbox 360, PlayStation 2 et PC.
C'est le neuvième épisode de la franchise 2K et est le principal concurrent de NBA Live 08.
Avec la licence officielle de la NBA vous pouvez choisir parmi les 30 équipes de la ligue et évoluer avec les plus grands joueurs tels Kobe Bryant ou LeBron James.
Il est considéré comme l'opus le plus abouti de la franchise.